# Sedlare (Kosovska Kamenica)
Pour les articles homonymes, voir Sedlare.
Sedllar en albanais et Sedlare en serbe latin (en serbe cyrillique : Седларе) est une localité du Kosovo située dans la commune/municipalité de Kamenicë/Kosovska Kamenica, district de Gjilan/Gnjilane (Kosovo) ou district de Kosovo-Pomoravlje (Serbie). Selon le recensement kosovar de 2011, elle compte 22 habitants, tous albanais.

## Démographie

### Évolution historique de la population dans la localité
| 1948 | 1953 | 1961 | 1971 | 1981 | 1991 | 2011 |
| ---- | ---- | ---- | ---- | ---- | ---- | ---- |
| 298  | 310  | 322  | 306  | 269  | 233  | 22   |

|  |